# ارتش سوم ترکیه
ارتش سوم ترکیه (انگلیسی: Third Army) یکی از ۴ ارتش میدانی نیروی زمینی ترکیه است، که بزرگ‌ترین سازمان نظامی این کشور به‌شمار می‌آید. ستاد فرماندهی ارتش سوم در ارزنجان قرار دارد.
ارتش سوم در سال ۱۹۲۳ تأسیس شد و هم‌اکنون دارای ۲ سپاه بنام‌های سپاه هشتم (با ۹ تیپ پیاده مکانیزه، یک تیپ کماندویی و یک گردان توپخانه) و سپاه نهم (با یک لشکر پیاده، یک تیپ زرهی، ۵ تیپ پیاده مکانیزه، ۲ تیپ کماندویی و یک هنگ توپخانه) در زیرمجموعه خود می‌باشد.

## تاریخچه
ریشه‌های ارتش سوم به سال ۱۹۱۹ بازمی‌گردد که نیروهای ارتش نهم به ارتش سوم تغییر نام داد و فرم کنونی این ارتش در سال ۱۹۲۳ تأسیس شد. در دوران اتحاد جماهیر شوروی، ارتش سوم در مرز قفقاز مستقر بود تا با هرگونه حمله شوروی توسط منطقه نظامی ماوراء قفقاز مقابله کند. در سال ۱۹۷۳ ارتش سوم با ستاد مرکزی در ارزنجان، سپاه هشتم در الازیغ (شامل لشکر دوازدهم پیاده)، سپاه نهم در ارزروم (شامل لشکر نهم پیاده در ساریکامیش) و سپاه یازدهم در ترابزون را در اختیار داشت.
پس از سال‌های ۱۹۷۴ تا ۱۹۷۵ و حمله ترکیه به قبرس، ستاد سپاه یازدهم به قبرس شمالی منتقل شد. پس از انحلال پیمان ورشو و اتحاد جماهیر شوروی، ستاد کل نیروهای مسلح ترکیه تصمیم گرفت ۱۲۰۰۰۰ نفر از ارتش سوم را به مرز با عراق اعزام کند. این کار به منظور افزایش آمادگی در برابر هرگونه بحران احتمالی در منطقه (مانند جنگ خلیج فارس و جنگ عراق) انجام شد. هم‌اکنون اکثر تیپ‌های زرهی، مکانیزه و کماندویی ارتش سوم در منطقه مرکزی ترکیه مستقر هستند تا بتوانند به سرعت با هر سناریویی در اطراف این کشور عمل کنند. ارتش سوم همچنین مرزهای ترکیه با ارمنستان و گرجستان را نظارت می‌کند.